# Teodor D. Costescu
Teodor D. Costescu (n. 13 martie 1864, Rovinari – d. 25 martie 1939, București) a fost un profesor și om politic român, membru de onoare (din 1934) al Academiei Române.